# Линдау, Густав
Густав Линдау (нем. Gustav Lindau; 1866—1923) — немецкий ботаник, миколог и лихенолог.

## Биография
Густав Линдау родился в городе Дессау 2 мая 1866 года. Учился в Хайдельберге, затем перешёл в Берлинский университет, где стал учеником Симона Швенденера. В 1888 году Линдау получил степень доктора философии за сочинение о лишайниках. В том же году он стал работать в Мюнстерском ботаническом саду, с 1890 работал ассистентом Оскара Брефельда. В 1892 году Линдау работал в Ботаническом институте Берлин-Далем. В 1899 году он стал хранителем в институте, с 1902 года был профессором. Густав Линдау скончался 10 октября 1923 года в Берлине.
Основной гербарий Г. Линдау хранился в Берлинском ботаническом саду (B), однако был частично уничтожен.

## Некоторые научные работы
- Lindau, G. in Engler, A. & Prantl, K. (1895—1900). Die natürlichen Pflanzenfamilien. Ed. 1.
- Lindau, G. in Engler, A. (1895) Lichenes. Pflanzenwelt Ost-Afrikas und der Nachbargebiete.
- Lindau, G. in Urban, I. (1899) Polygonaceae. Symbolae Antillanae.
- Lindau, G. (1901). Hilfsbuch für das Sammeln parasitischer Pilze. 90 p.
- Lindau, G. (1903). Hilfsbuch für das Sammeln der Ascomyceten. 139 p.
- Lindau, G. (1904—1907). Die Pilze Deutschlands: Fungi imperfecti: oerste Hälfte. Kryptogamen-Flora. 852 p.
- Lindau, G. (1907—1910). Die Pilze Deutschlands: Fungi imperfecti: zweite Hälfte. Kryptogamen-Flora. 983 p.
- Lindau, G.; Sydow, P. (1908—1917). Thesaurus litteraturae mycologicae et lichenologicae. 5 vols.
- Lindau, G. (1911—1914). Kryptogamenflora für Anfänger. 6 vols.
- Lindau, G. (1912). Die Pilze. 123 p.
- Lindau, G. (1912). Spalt- und Schleimpilze. 116 p.
- Lindau, G. 1913). Die Flechten. 123 p.

## Роды, названные в честь Г. Линдау
- Lindauea Rendle, 1896 [syn.  Lepidagathis Willd., 1800]
- Lindauella Rehm, 1900
- Lindauomyces Koord., 1907 [syn.  Arthrobotryum Ces., 1857]
- Lindavia Nieuwl., 1916, nom. nov. et nom. illeg. [syn.  Outhovia Nieuwl., 1916, nom. nov. et nom. dub.]